# Niževec
Niževec é um assentamento localizado no município de Borovnica na Eslovênia. Possuía uma população estimada de 38 habitantes em 2020.